# Inibidor da transcriptase reversa
Os inibidores da transcriptase reversa (ITRN) são uma classe de fármacos antirretrovirais, usados na terapia combinada para o tratamento da infecção pelo vírus da imunodeficiência humana (HIV).

## Efeitos colaterais
Os efeitos colaterais incluem toxicidade para a medula óssea, anemia limitadora da dose e neutropenia. O paciente em uso de ITRN comumente relata náuseas, desconforto gastrintestinal, febre, calafrios, dores e cefaleia. Com menos frequência relatam confusão, sonolência e convulsões.

## Tipos
- Inibidores da transcriptase reversa nucleosídicos
- Inibidores da transcriptase reversa não-nucleosídicos